# Bechet
Bechet – miasto w Rumunii, w okręgu Dolj. Liczy 3864 mieszkańców (2002).